# Bisbat de Gracias
El bisbat de Gracias (llatí: Dioecesis Gratiensis) és una demarcació eclesiàstica d'Hondures sufragània de l'arquebisbat metropolità de Tegucigalpa. El seu origen és del segle xxi amb capital a la ciutat de Gracias.
El bisbat es correspon amb el territori dels departaments de Lempira i Intibucá a la part occidental del país. La seu del bisbat és la ciutat de Gracias, on es troba la catedral de Sant Marc. El territori se subdivideix en 21 parròquies.
Va ser establert el 27 d'abril de 2021, a partir del territori del bisbat de Santa Rosa de Copán.

## Bisbes destacats
- Walter Guillén Soto, S.D.B. des del 27 d'abril de 2021

## Estadístiques
Segons les dades del cens de 2021, el bisbat tenia una població aproximada de 574.693 habitants.
| any  | població | població | població | sacerdots | sacerdots       | sacerdots       | sacerdots             | diaques | religiosos | religiosos | parròquies |
| ---- | -------- | -------- | -------- | --------- | --------------- | --------------- | --------------------- | ------- | ---------- | ---------- | ---------- |
| any  | batejats | total    | %        | total     | clergat secular | clergat regular | batejats por sacerdot | diaques | homes      | dones      |            |
| 2021 | ?        | 574.693  | ?        | 28        |                 |                 |                       |         |            | 22         | 21         |